# Corpen Aike megye
Corpen Aike egy megye Argentína déli részén, Santa Cruz tartományban. Székhelye Puerto Santa Cruz.

## Népesség
A megye népessége a közelmúltban a következőképpen változott:
| Év   | Lakosság |
| ---- | -------- |
| 2001 | 7634     |
| 2010 | 11 093   |